# Итон, Мередит
Мередит Хоуп Итон (англ. Meredith Hope Eaton, также известна под именем Мередит Итон-Гилден англ. Meredith Eaton-Gilden; родилась 26 августа 1974) — американская актриса. Её рост составляет 1,2 метра, сама себя она называет «актрисой небольшого роста».

## Биография

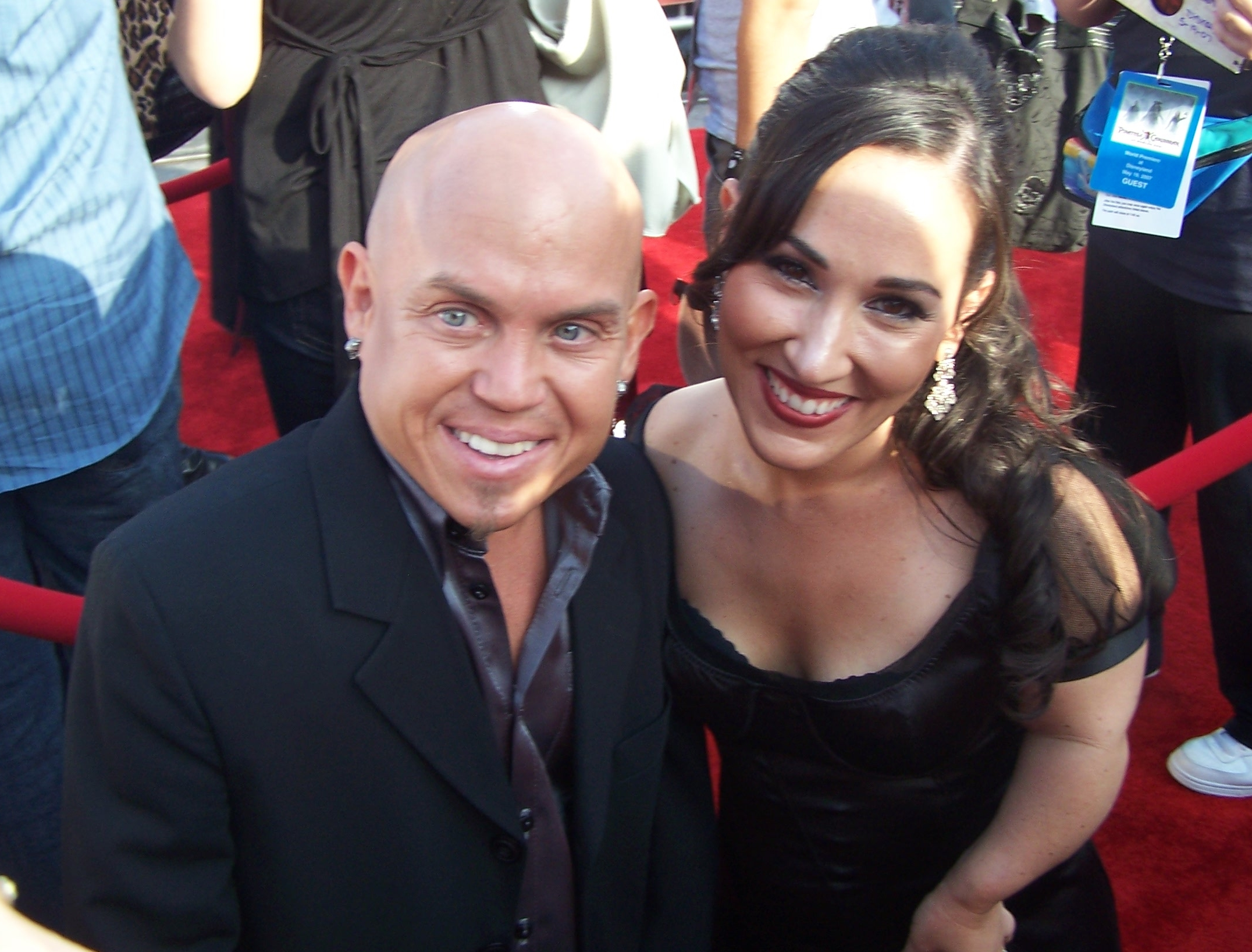
Мередит Итон и Мартин Клебба на премьере фильма «Пираты Карибского моря: На краю света» в мае 2007 года.

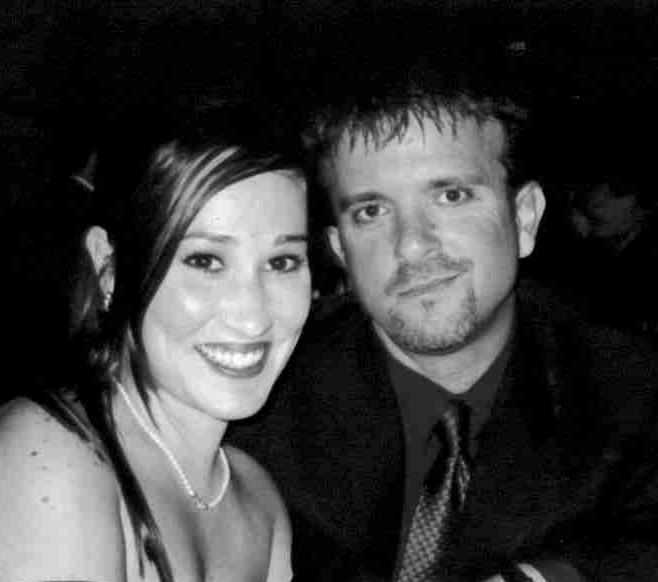
С мужем Майклом Гилденом.

### Ранние годы
Итон родилась в Нью-Йорке на Лонг-Айленде. Её мать была психиатром, а отец — судьёй по административным правонарушениям. Обучалась в Нью-Йорке в университете Хофстра в Хемпстеде. Во время своего обучения в университете Итон была членом женского сообщества «Дельта Фи Эпсилон». Университет она окончила в 1996 году, а в июне 2007 года была выбрана «выпускником месяца». Позже она получила степень магистра с высшей оценкой в 4.0 балла в области клинической психологии в университете Адельфи.

### Личная жизнь
В августе 1997 года Итон познакомилась с актёром Майклом Гилденом. Он вдохновил её начать свою карьеру актрисы и в 1999 году состоялся её дебют в кино. Они поженились 20 мая 2001 года и были в браке до самой смерти Гилдена, который совершил самоубийство, повесившись в своём доме в Лос-Анджелесе 5 декабря 2006 года. Позже Итон второй раз вышла замуж. Её мужем стал фотограф Брайан С. Гордон, они поженились в Лос-Анджелесе 12 октября 2008 года.

## Карьера
Дебютным фильмом в карьере Итон стал «Кто убил Виктора Фокса?». Съёмки картины проходили в 1999 году, Мередит участвовала в пробах на роль Моди Бизли и, несмотря на то, что это было её первое прослушивание, на эту роль из более чем пятисот претенденток из Канады, США и Великобритании выбрали именно её. Тем не менее, «Кто убил Виктора Фокса?» стоит далеко не первым в фильмографии Итон, так как этот фильм был выпущен в прокат только в 2002 году.
Её роль была замечена Полом Хаггисом, создателем сериала «Семейный закон», куда он и пригласил её играть Эмили Резник. Итон присоединилась к актёрскому составу сериала в 2002 году и снималась в нём вплоть до его закрытия в мае того же года. Позже она появлялась в таких сериалах, как «Полиция Нью-Йорка», «Дарма и Грег», «C.S.I.: Место преступления», «Доктор Хаус» и «Морская полиция: Спецотдел», а в 2006 году Итон начала сниматься в сериале «Юристы Бостона» в роли Бетани Горовиц. Эта роль была написана специально для неё создателем сериала Дэвидом Келли. В роли самой себя она появлялась в том же году в документальном фильме канала «History Channel» о семье Овиц «Standing Tall at Auschwitz» и в «No Bigger Than a Minute» независимом документальном фильме PBS о карликовости в программе «POV».
Итон не только актриса, но и психотерапевт, хотя сама она в 2007 году заявила, что её актёрская карьера является для неё основной. После окончания «Семейного закона» Мередит было сложно найти работу, новых ролей не предлагали, а играть стереотипные роли, которые обычно играют люди небольшого роста в Голливуде, она не хотела. Поэтому примерно в течение года Итон работала психотерапевтом в одной из психиатрических больниц Калифорнии, иногда также с весьма опасными пациентами. Она говорила, что всегда нужно иметь запасной план действий на случай потери работы и что её степень по психологии и есть такой план.

## Избранная фильмография
| Год       |     | Русское название           | Оригинальное название            | Роль                    |
| --------- | --- | -------------------------- | -------------------------------- | ----------------------- |
| 2001      | с   | Полиция Нью-Йорка          | NYPD Blue                        | Стелла Кенсингтон       |
| 2001      | с   | Дарма и Грег               | Dharma & Greg                    | Кейт                    |
| 2002      | ф   | Кто убил Виктора Фокса?    | Unconditional Love               | Моди Бизли              |
| 2002      | с   | Семейный закон             | Family Law                       | Эмили Резник            |
| 2002      | с   | C.S.I.: Место преступления | CSI: Crime Scene Investigation   | Мелани Грейс            |
| 2003      | тф  | Господин Посол             | Mr. Ambassador                   | Мелоди                  |
| 2006      | с   | Доктор Хаус                | House                            | Мэдди Ралфиан           |
| 2006      | док |                            | POV: No Bigger Than a Minute     | играет саму себя        |
| 2006      | док |                            | Standing Tall at Auschwitz       | играет саму себя        |
| 2006—2008 | с   | Юристы Бостона             | Boston Legal                     | Бетани Горовиц          |
| 2007      | с   | Без следа                  | Without a Trace                  | Бренда Спивак           |
| 2008      | ф   | Гари, тренер по теннису    | Balls Out: Gary the Tennis Coach | миссис Таттл            |
| 2009—2011 | с   | Морская полиция: Спецотдел | NCIS                             | Кэрол Уилсон            |
| 2011      | ф   | Паранормальное явление 3   | Paranormal Activity 3            |                         |
| 2012      | ф   | Коротышка                  | Fun Size                         | озвучивание             |
| 2013      | ф   | Паранойя                   | Paranoia                         | медсестра               |
| 2013      | ф   |                            | The Ones                         | Кендра                  |
| 2014      | ф   | Вероника Марс              | Veronica Mars                    |                         |
| 2014      | тф  | Теркс и Кайкос             | Turks & Caicos                   | Клэр Кловис             |
| 2017      | с   | Новый агент Макгайвер      | MacGyver                         | Матильда «Мэтти» Веббер |